# Anastazy (Bratanowski-Romanenko)
Anastazy, imię świeckie Andrej Semenowycz Bratanowski-Romanenko (ur. 25 września?/6 października 1761 w Baryszewce, zm. 25 listopada?/7 grudnia 1806 w Astrachaniu) – rosyjski biskup prawosławny pochodzenia ukraińskiego.

## Życiorys
Był synem prawosławnego protojereja. W 1782 ukończył seminarium duchowne w Perejasławiu, w którym – obok obowiązkowych przedmiotów teologicznych – przeszedł kursy języków francuskiego i hebrajskiego. W latach 1782–1783 nauczał w seminariach duchownych w Perejasławiu, Siewsku i Nowogrodzie, zaś od 1784, dzięki protekcji biskupa wołogodzkiego Ireneusza, z którym był spokrewniony, przez sześć lat nauczał retoryki, poetyki i historii w seminarium duchownym w Wołogdzie. Tam też zdobył sławę znakomitego kaznodziei. W styczniu 1790 otrzymał stanowisko nauczyciela retoryki w seminarium duchownym św. Aleksandra Newskiego w Petersburgu, zaś 26 czerwca 1790 został postrzyżony na mnicha, przyjmując imię zakonne Anastazy. W styczniu 1792 powierzono mu obowiązki katechety korpusu kadetów wojsk lądowych, w tym też roku został archimandrytą, przełożonym monasteru Trójcy Świętej w Zieleńcu, a rok później – nadwornym kaznodzieją Katarzyny II. Jego homilie cieszyły się w Petersburgu ogromnym zainteresowaniem. W marcu 1795 archimandryta Anastazy został przeniesiony do Nadmorskiej Pustelni Trójcy Świętej i św. Sergiusza z Radoneża. Od 1794 był natomiast członkiem Akademii Rosyjskiej. W 1796 został przełożonym Monasteru Nowospasskiego i członkiem Świątobliwego Synodu Rządzącego.
24 października lub 20 grudnia 1797 został wyświęcony na biskupa mohylewskiego i witebskiego. W dniu chirotonii car Paweł I osobiście odznaczył go orderem św. Anny I stopnia. W 1801 Anastazy otrzymał godność arcybiskupa. Na katedrze mohylewskiej szczególnie opiekował się miejscowym seminarium duchownym, wspierając ubogich słuchaczy. Założył w mieście również szpital i zbudował kilka domów mieszkalnych dla duchowieństwa. Zamknął natomiast żeński monaster Objawienia Pańskiego, związany z męską wspólnotą pod tym samym wezwaniem, zaś na miejscu innego, nieistniejącego już klasztoru w Pieczersku zbudował cerkiew Zaśnięcia św. Anny. W 1805 opracował projekt reformy szkół duchownych w Rosji, za co został odznaczony brylantową panagią.
Chory na gruźlicę, poprosił Święty Synod o przeniesienie na katedrę astrachańską, co też nastąpiło w 1806. W tym samym roku duchowny otworzył w Astrachaniu gimnazjum, po czym, kilka miesięcy później zmarł. Swoją bibliotekę (ok. 2 tys. pozycji) przekazał miejscowemu seminarium duchownemu. Został pochowany w soborze Zaśnięcia Matki Bożej w Astrachaniu.
Autor gramatyki języka hebrajskiego. Znakomity kaznodzieja, w swoich homiliach poruszał przede wszystkim bardzo ogólną tematykę teologiczną i moralną: zagadnienia wiary i jej braku, pobożności i niegodziwego postępowania, śmierci i nieśmiertelności duszy. Jego patetyczne wystąpienia stanowiły polemikę z ideami francuskich encyklopedystów, potępiały materializm i ateizm. Kazania Anastazego były po jego śmierci uznawane za wzorce rosyjskiej retoryki religijnej. Pierwszy tom zebranych homilii biskupa wydany został za jego życia, w 1796, kolejne pośmiertnie w 1806 i 1807.